# Herrarnas 1 500 meter i hastighetsåkning på skridskor vid olympiska vinterspelen 1960
Herrarnas 1 500 meter i skridskor vid de olympiska vinterspelen 1960 avgjordes den 26 februari 1960 på Squaw Valley Olympic Skating Rink och för första gången  vid de olympiska spelen på konstis. 
Fyrtioåtta skridskoåkare från sexton nationer deltog i tävlingen.

## Rekord
Dessa rekord gällde inför tävlingen.
| Världsrekord     | 2:06,3 (*)  | Juhani Järvinen  | Squaw Valley Olympic Skating Rink/Squaw Valley, Kalifornien, USA | 1 mars 1959     |
| Olympiskt rekord | 2:08,6 (**) | Jevgenij Grisjin | Cortina d'Ampezzo/Misurinasjön, Italien                          | 30 januari 1956 |
| Olympiskt rekord | 2:08,6 (**) | Jurij Michajlov  | Cortina d'Ampezzo/Misurinasjön, Italien                          | 30 januari 1956 |

(*) Rekordet noterat på höghöjdsbana (minst 1 000 meter över havet) och på konstis.
(**) Rekordet noterat på höghöjdsbana (minst 1 000 meter över havet) och på naturis.

## Medaljörer
| Guld                                           | Silver | Brons                      |
| Jevgenij Grisjin Sovjetunionen Roald Aas Norge |        | Boris Stenin Sovjetunionen |

## Resultat
Jevgenij Grisjin blev den första som försvarade 500 meter-titeln och var också i stånd till att vinna på 1 500 meter. År 1956 delade han guldet med landsmannen Jurij Michajlov. Denna gången delade Grisjin med Roald Aas. Grisjin blev den andra skridskoåkaren som vunnit två  guldmedaljer på 1 500 meter efter Clas Thunberg som vann år 1924 och 1928.
| Placering | Skridskoåkare            | Tid            |
| --------- | ------------------------ | -------------- |
| 1         | Jevgenij Grisjin (URS)   | 2:10,4         |
| 1         | Roald Aas (NOR)          | 2:10,4         |
| 3         | Boris Stenin (URS)       | 2:11,5         |
| 4         | Jouko Jokinen (FIN)      | 2:12,0         |
| 5         | Juhani Järvinen (FIN)    | 2:13,1         |
| 5         | Per-Olof Brogren (SWE)   | 2:13,1         |
| 7         | Toivo Salonen (FIN)      | 2:13,1         |
| 8         | André Kouprianoff (FRA)  | 2:13,3         |
| 9         | Helmut Kuhnert (EUA)     | 2:13,6         |
| 10        | Raymond Gilloz (FRA)     | 2:14,2         |
| 11        | Knut Johannesen (NOR)    | 2:14,5         |
| 12        | Gennadij Voronin (URS)   | 2:14,7         |
| 13        | Kurt Stille (DEN)        | 2:15,8         |
| 14        | Colin Hickey (AUS)       | 2:16,1         |
| 15        | Wim de Graaff (NED)      | 2:16,5         |
| 15        | Gunnar Sjölin (SWE)      | 2:16,5         |
| 17        | Dick Hunt (USA)          | 2:17,7         |
| 18        | Olle Dahlberg (SWE)      | 2:18,3         |
| 18        | Manfred Schüler (EUA)    | 2:18,3         |
| 20        | Mario Gios (ITA)         | 2:18,6         |
| 21        | Fumio Nagakubo (JPN)     | 2:18,7         |
| 22        | Floyd Bedbury (USA)      | 2:18,9         |
| 23        | Keijo Tapiovaara (FIN)   | 2:19,2         |
| 24        | Hermann Strutz (AUT)     | 2:19,4         |
| 25        | Antonio Nitto (ITA)      | 2:19,6         |
| 26        | Terry Monaghan (GBR)     | 2:19,9         |
| 27        | Renato De Riva (ITA)     | 2:20,4         |
| 28        | Bo Karenus (SWE)         | 2:21,1         |
| 29        | Yoshitaka Hori (JPN)     | 2:21,7         |
| 29        | Keith Meyer (USA)        | 2:21,7         |
| 31        | Harald Norden (EUA)      | 2:22,1         |
| 31        | Lev Zajtsev (URS)        | 2:22,1         |
| 33        | Takeo Mizoo (JPN)        | 2:22,6         |
| 34        | Shuji Kobayashi (JPN)    | 2:23,0         |
| 35        | Eddie Rudolph (USA)      | 2:23,1         |
| 36        | Ralf Olin (CAN)          | 2:23,5         |
| 37        | Roy Tutty (AUS)          | 2:23,8         |
| 38        | Günther Tilch (EUA)      | 2:24,8         |
| 39        | Hroar Elvenes (NOR)      | 2:24,9         |
| 40        | Terry Malkin (GBR)       | 2:25,0         |
| 41        | Jang Yeong (KOR)         | 2:25,3         |
| 42        | Choi Yeong-bae (KOR)     | 2:26,7         |
| 43        | Johnny Sands (CAN)       | 2:28,4         |
| 44        | Jang In-won (KOR)        | 2:30,7         |
| 45        | Larry Mason (CAN)        | 2.35,3         |
| –         | Nils Aaness (NOR)        | Slutförde inte |
| –         | Henk van der Grift (NED) | Slutförde inte |
| –         | Franz Offenberger (AUT)  | Slutförde inte |